# Sécession viennoise
Ne doit pas être confondu avec Sécession de Munich.

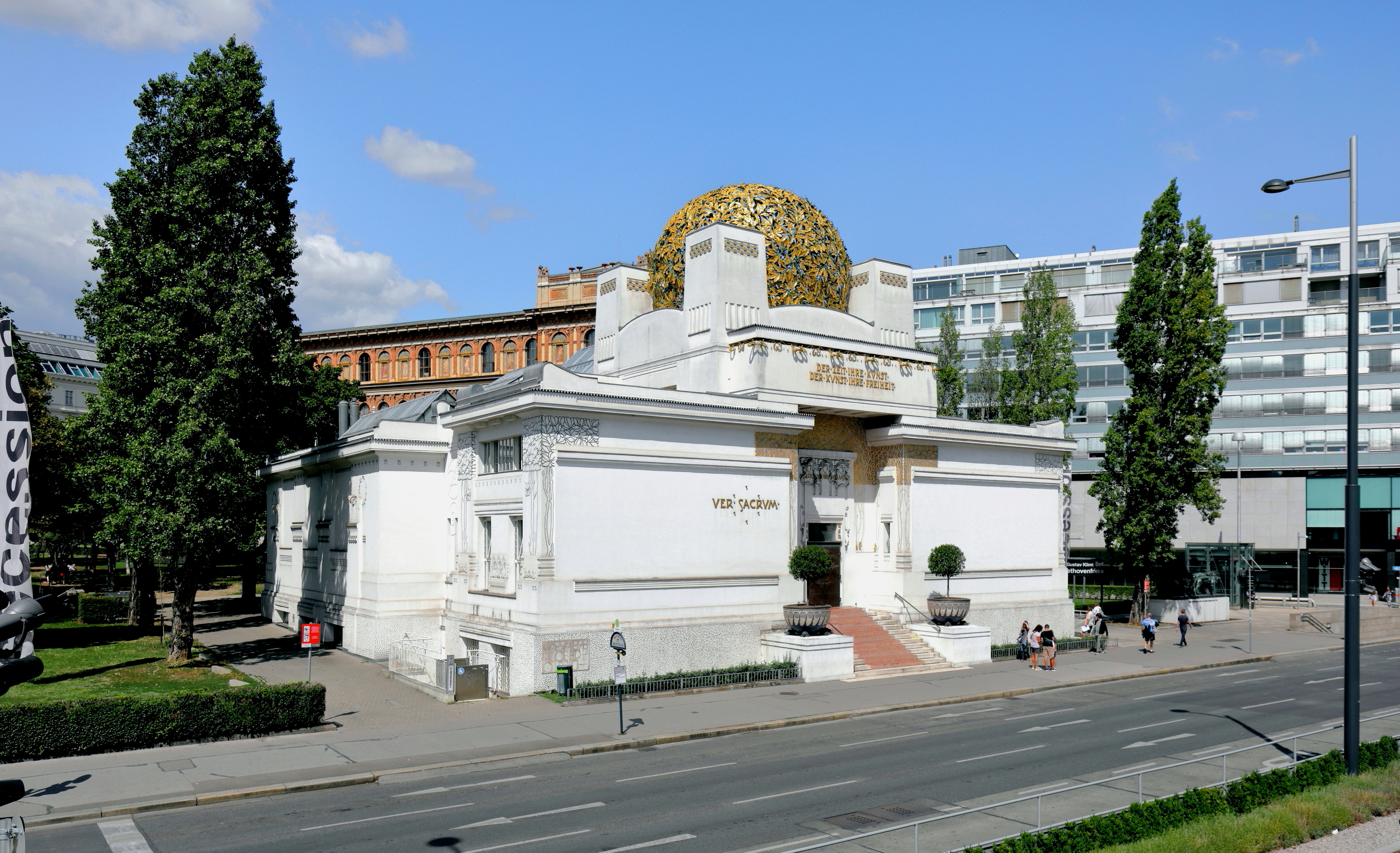
Le palais de la Sécession de Josef Maria Olbrich, Vienne (1897-1898).

La Sécession viennoise (Sezessionstil ou Wiener Secession en allemand) est un courant artistique qui s'est épanoui en Autriche, plus particulièrement à Vienne, entre 1898 et 1910.
Ce courant est, par convention et a posteriori, rattaché à l'Art nouveau et au Jugendstil, vaste élan de renouveau des formes artistiques que connaît tout l'Occident à la fin du XIXe siècle : la Sécession viennoise possède néanmoins ses propres caractéristiques, manifestes, expositions et artistes, avec comme point d'ancrage Vienne, mais aussi Prague, Budapest et d'autres villes de l'Empire austro-hongrois.

## Historique

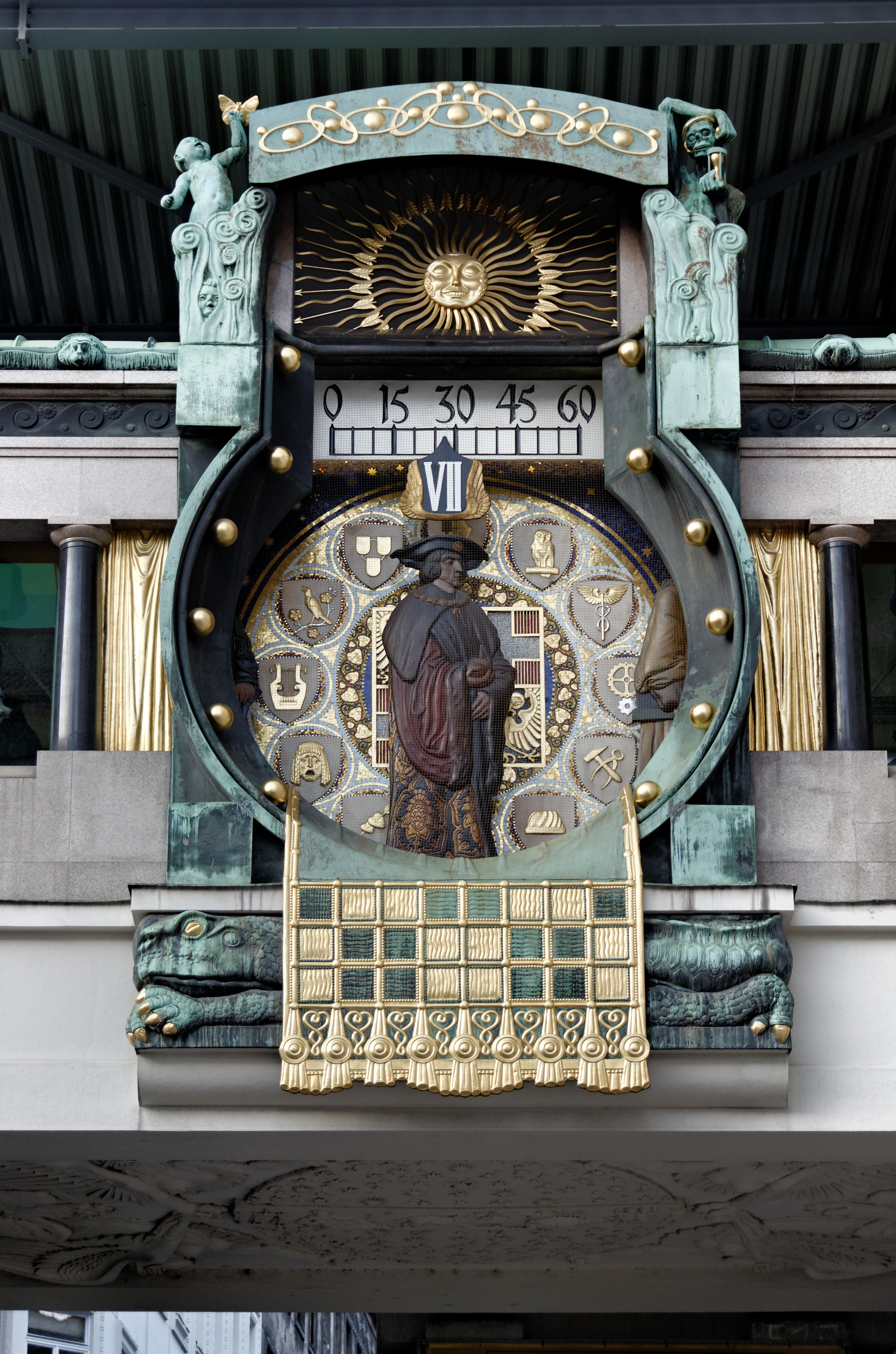
L', horloge de cuivre et de bronze fabriquée par Franz Matsch en 1911, domine le de Vienne.

La première Sécession prend place à Munich en 1892 et est, à ses débuts, principalement picturale. Un groupe d'artistes, se formant autour de Fritz von Uhde, Wilhelm Trübner, Franz von Stuck, Eugene Spiro et Arnold Böcklin, refuse le conformisme peu à peu installé dans les conceptions artistiques de l'époque. Ce groupe se cristallise autour de la revue munichoise Jugend dès 1896, puis autour de la revue Pan, apparue dans la foulée.
La Sécession viennoise, quant à elle, se développe dans le prolongement des remous artistiques allemands, mais de façon différente, sous la forme d'un regroupement d'architectes et de plasticiens créé en 1897 par Josef Maria Olbrich, Josef Hoffmann et Gustav Klimt, qui en sera le président, sous le nom de Secessionsstil. Elle se développe autour de la revue Ver sacrum, qui est l'« organe officiel de ce groupe d'artistes autrichiens », comme l'indique le sous-titre de ce mensuel lancé en janvier 1898.
La Sécession viennoise fut officiellement fondée à Vienne en avril 1897 dans le cadre de l’Association des artistes plasticiens d’Autriche qui avait pour but de réunir les forces créatrices du pays, instaurer des contacts avec les artistes étrangers, prôner un échange international des idées, lutter contre l’élan nationaliste des pays européens, renouveler les arts appliqués, créer un art total et opposer une nouvelle expression artistique véritable à l'art défraîchi des salons officiels viennois.
Afin d’atteindre leurs objectifs, ils créeront leur propre espace d’exposition, le palais de la Sécession, construit d'après les plans de Josef Maria Olbrich.

Pour ces jeunes artistes, l’art doit être à l’origine d’une nouvelle conception de l’existence. Le critique littéraire Hermann Bahr définit ainsi les objectifs de la Sécession dans le premier numéro de la revue Ver sacrum : 

« Notre art n’est pas un combat des artistes modernes contre les anciens, mais la promotion des arts contre les colporteurs qui se font passer pour des artistes et qui ont un intérêt commercial à ne pas laisser l’art s’épanouir. Le commerce ou l’art, tel est l’enjeu de notre Sécession. Il ne s’agit pas d’un débat esthétique, mais d’une confrontation entre deux états d’esprit. »

À la même époque, des pôles artistiques se créent dans différentes villes d’Allemagne, en particulier à Munich, Berlin, et surtout à Darmstadt. Le Jugendstil allemand ne vient pas d’un seul point et les échanges d'idées entre ces différents pôles ont contribué à son développement.
La voix du mouvement se faisait entendre grâce à plusieurs revues. La principale, Jugend (Jeunesse), prône les nouvelles idées sur l'architecture, le dessin et la décoration. Le nom Jugendstil vient de cette revue. La revue la plus représentative, organe officiel de la Sécession viennoise, est Ver sacrum, fondée en 1897. Sa publication s’arrête en 1903. D’autres revues ont aussi participé à l’essor du courant, telles que Pan, Simplicissimus et Deutsche-Kunst und Dekoration.
En 1902, certains artistes, pensant que Ver Sacrum est trop cosmopolite et qu'il pourrait favoriser une « invasion » artistique étrangère empêchant l'émergence de l’identité artistique viennoise, créeront la fondation de Hagenbund.
Des tableaux comme Judith de Gustav Klimt ou Le Péché de Franz von Stuck sont à l’époque[Par qui ?] considérés comme un crime contre la création artistique.

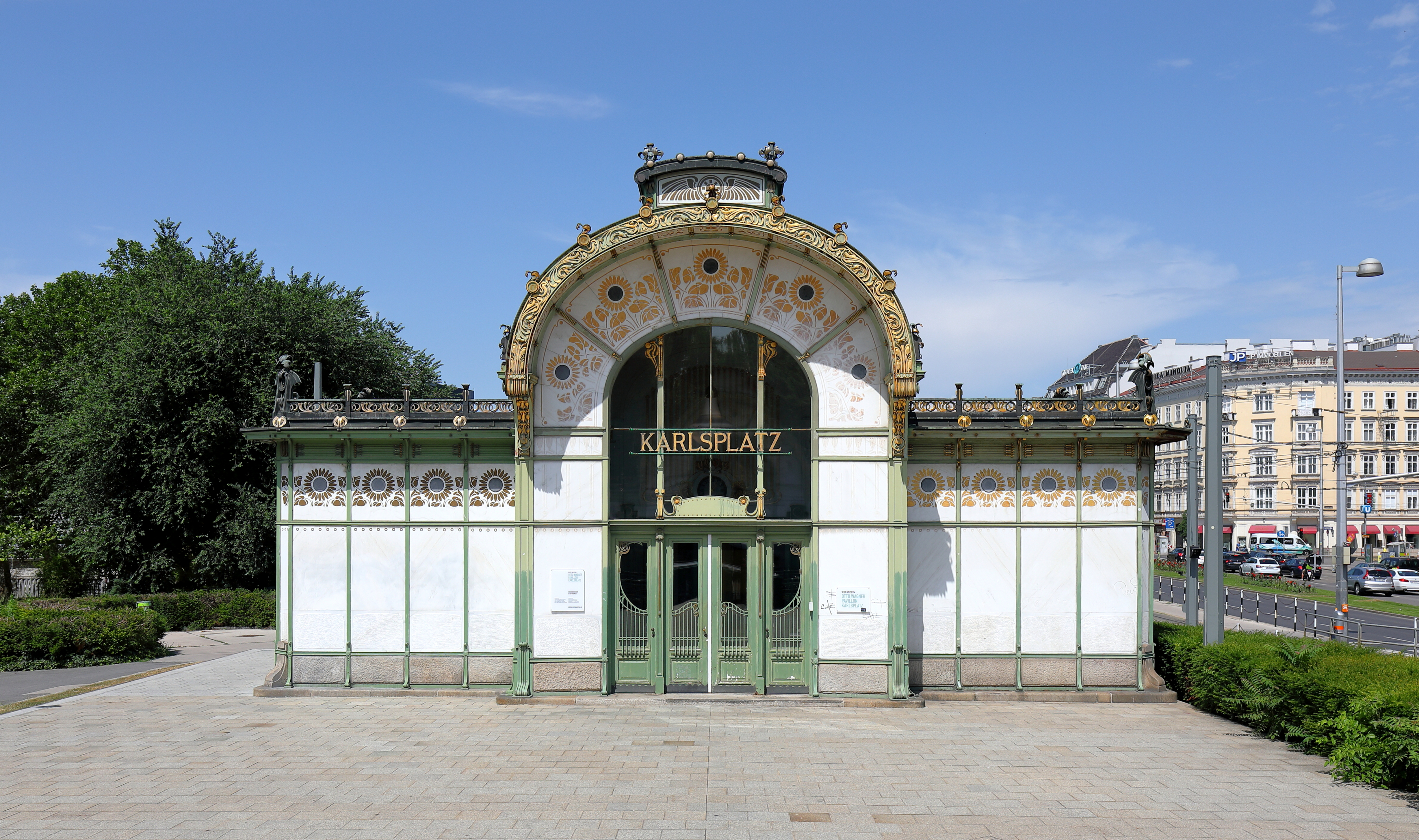
Pavillon am Karlsplatz du métro de Vienne, par Otto Wagner, 1898.

La Sécession viennoise est toujours de nos jours un important lieu d'exposition d'art contemporain à Vienne. Le conseil invite les artistes à créer des expositions spécifiquement pour la Sécession.

### Expositions
La Sécession viennoise organise à partir de 1897 une série d'expositions, plusieurs fois par an. La plus significative est la VIII. Ausstellung der Vereinigung Bildender Künstler Österreichs Secession (1900), sous la direction artistique de Josef Hoffmann, Koloman Moser, et Leopold Bauer. Elle apparaît comme l'un des moments clefs de la modernité viennoise car elle accueillit des œuvres d'artistes ou d'architectes allemands, anglais, belges et écossais. On y croisait la « Maison moderne » de Julius Meier-Graefe ouverte à Paris, l'architecte Henry Van de Velde, Charles Robert Ashbee et la Guild of Handicraft, Charles Rennie Mackintosh et James Herbert MacNair. En 1905, l'exposition accueille les moines-artistes de l'école de Beuron et expose leurs oeuvres, témoignant de l'intérêt que la Sécession viennoise porte à l'art religieux. La recherche géométrique de Beuron et sa manière de cultiver la monumentalité inspire certaines sécessionnistes, en particulier Gustav Klimt.

### Première scission
En 1903, la création par Koloman Moser et Josef Hoffmann d’une nouvelle association, la Wiener Werkstätte (« ateliers viennois ») fut un facteur essentiel de ce renouveau. Ce fut le lieu de rassemblement des arts appliqués. C’est là où les arts appliqués viennois ont trouvé leur identité propre.

### Seconde scission
En 1905, un conflit éclate entre des artistes sécessionnistes « naturalistes » (comprendre « académistes ») et des artistes comme Gustav Klimt, Josef Hoffmann ou Koloman Moser, qui ne souhaitent plus leur être associés car ces « naturalistes » rejettent le concept d’œuvre d'art totale.
La présidence en 1906 et 1907 est assurée par Anton Nowak (en), mais le souffle révolutionnaire des années précédentes n'est plus.

## Les sources d'inspiration
L’art nouveau s'est créé grâce à plusieurs influences. Le mouvement symboliste permettait une nouvelle lecture de la pensée de l’époque, notamment grâce à l’essor de la psychanalyse de Sigmund Freud. Ainsi, il influence toute une génération d'artistes tel que Mahler mais encore Egon Schiele, dont le travail est souvent étudié à la lumière des théories comme Éros et Thanatos ou l'introspection du moi.
L’estampe japonaise est un art que rien ne rattache aux styles européens du passé. L’art décoratif moderne tirera de cet univers culturel beaucoup de ses forces.
La Sécession et le Jugendstil s’inspireront aussi du mouvement anglais Arts & Crafts et des motifs décoratifs gothiques.

### Caractéristiques graphiques
Ce style se caractérise par des formes organiques et la représentation de thèmes comme les poissons, les oiseaux et la végétation, des compositions florales stylisées, une abondance de courbes, une forte relation entre le texte et l’image ainsi qu'une absence de perspective et, avec elle, une absence de temps.

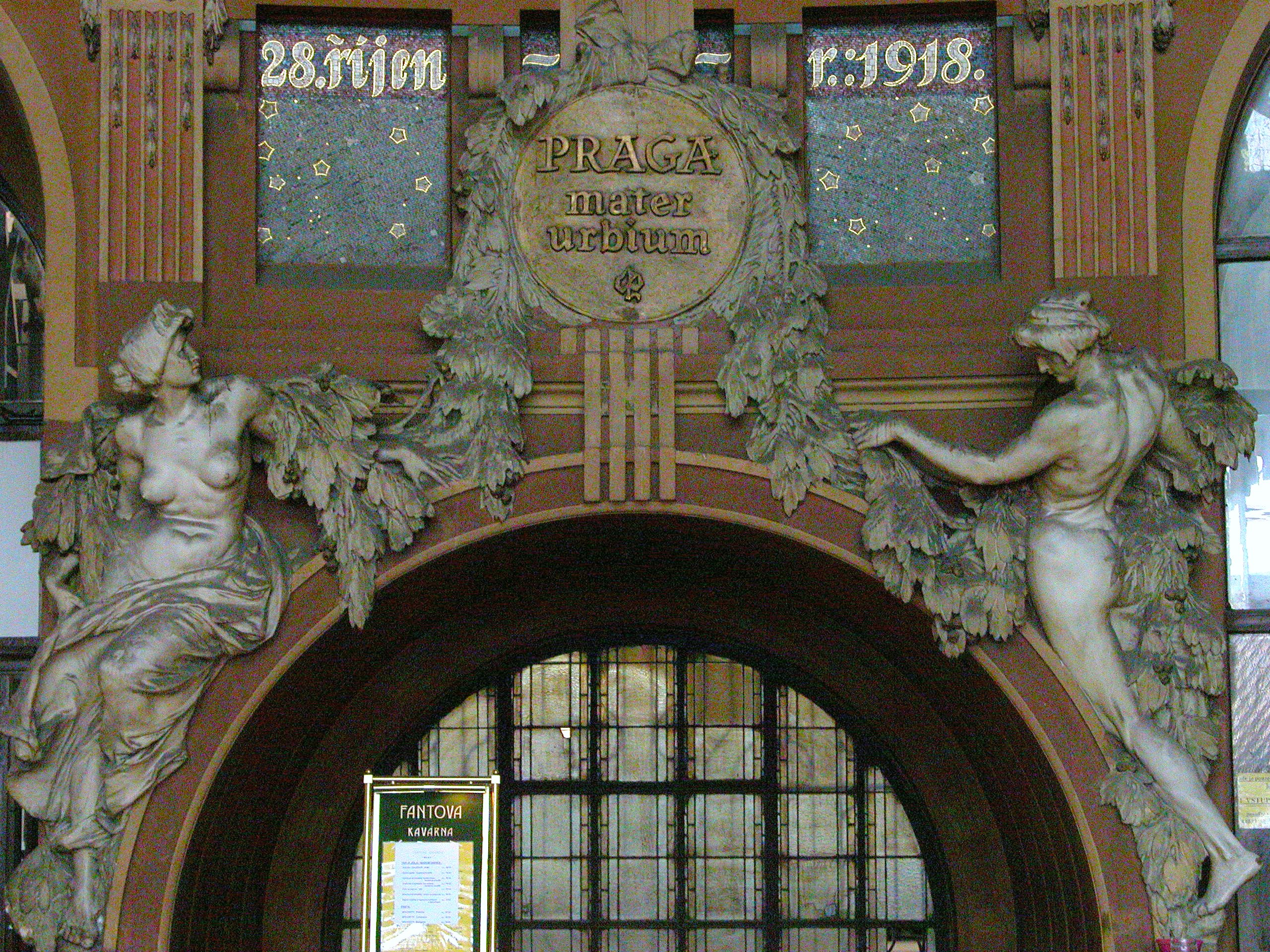
Détail architectural de la gare centrale de Prague.

Les affiches de la Sécession emploieront un mélange des langages graphiques tirés de l’illustration, la décoration et la typographie. Une claire répartition du texte et de l’image avait pour exigence finale la lisibilité du texte. Le texte est autonome, parfois inscrit dans un cartouche, mais toujours en correspondance avec les éléments décoratifs. Il s’agira d’affiches pour des expositions, des pièces de théâtre, des livres, mais rarement pour la publicité de produits industriels.
En 1907, les Wiener Werkstätte décorent, selon les plans d’Hoffmann, le Cabaret Fledermaus. Décoration intérieure et conception graphique représentent un des sommets de la Sécession viennoise.

### La typographie
La Sécession et le Jugendstil possèdent une typographie propre. Les caractères de la police la plus représentative (celle d’Otto Eckmann) se définissent par un trait calligraphié, un aspect organique et fluide. L’influence des caractères gothiques est essentielle dans la typographie de ce courant.
Cette typographie était considérée à l’époque comme illisible (par le public). La maison d’édition indépendante Insel joue avec la création de la revue Insel (1899) un rôle essentiel dans l’essor de la nouvelle typographie. S’inspirant des recherches anglaises, elle aboutit à des créations très libres, représentatives de l’identité sécessionniste. Peter Behrens et M. Leitcher[réf. nécessaire] ont créé des caractères du même type que ceux d’Eckmann pour la fonderie Rudhard
.

## Principaux artistes

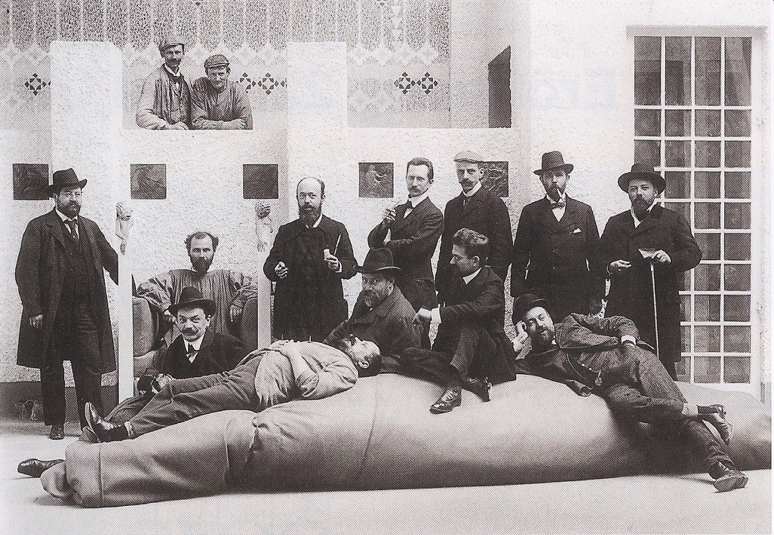
Photo d'un groupe de la sécession

Gustav Klimt (1862-1918), peintre et graveur, est le fondateur principal de la Sécession viennoise. En 1897, il cofonde la Sécession et la revue Ver Sacrum. Il est président de la Sécession et directeur d’exposition au palais de la Sécession jusqu’en 1905. Ses thèmes sont le plus souvent des nus de femmes, des allégories des mythes antiques et des images liées à la psychanalyse de Freud.
Josef Hoffmann (1870-1956) fait des études d’architecture à Vienne. Après ses études, il fait un voyage en Italie qui l'a beaucoup inspiré, ce qui lui a donné un style clair, géométrique et ornementé. Il fut un des créateurs de la Sécession. Son œuvre principale est le palais Stoclet à Bruxelles.
Josef Maria Olbrich (1867-1908) est l'un des fondateurs de l’Art nouveau. Il était architecte. Il fut professeur et membre de la colonie d’artistes à Darmstadt. C’est un artiste polyvalent qui met en harmonie l’architecture et l’art en utilisant différents matériaux qui donnent à ses œuvres toute leur valeur artistique. Ses œuvres les plus importantes sont à Darmstadt.
Koloman Moser (1868-1918) fait ses études aux beaux-arts de Vienne pour devenir peintre et designer. C'est l’un des fondateurs de la Sécession mais surtout des Wiener Werkstätte. C’est le scénographe d’une grande partie des expositions Sécessionniste.
Mentionnons également Oskar Kokoschka, Egon Schiele, Otto Wagner Leo Putz, František Bílek, Alfred Roller, Teresa Feoderovna Ries, Eugene Spiro, etc.

## Principales artistes
Hildegard Joos devient membre de la Sécession viennoise en 1954. En 1958, elle est la première artiste femme à avoir une exposition personnelle à la Sécession.

## Œuvres
Le chef-d'œuvre architectural de ce courant artistique est probablement le palais Stoclet, construit à Bruxelles vers 1906, par Hoffmann et les Wiener Werkstätte (voir ci-dessus).
Quelques œuvres remarquables sont visibles au palais du Belvédère, à Vienne :
- Gustav Klimt : Le Baiser (1907).
- Gustav Klimt : Judith I (1901).
- Egon Schiele : Der Rainerbub (1910).
- Oskar Kokoschka : Bildnis des Malers Karl Moll (1913).
- Koloman Moser : Autoportrait (1916).

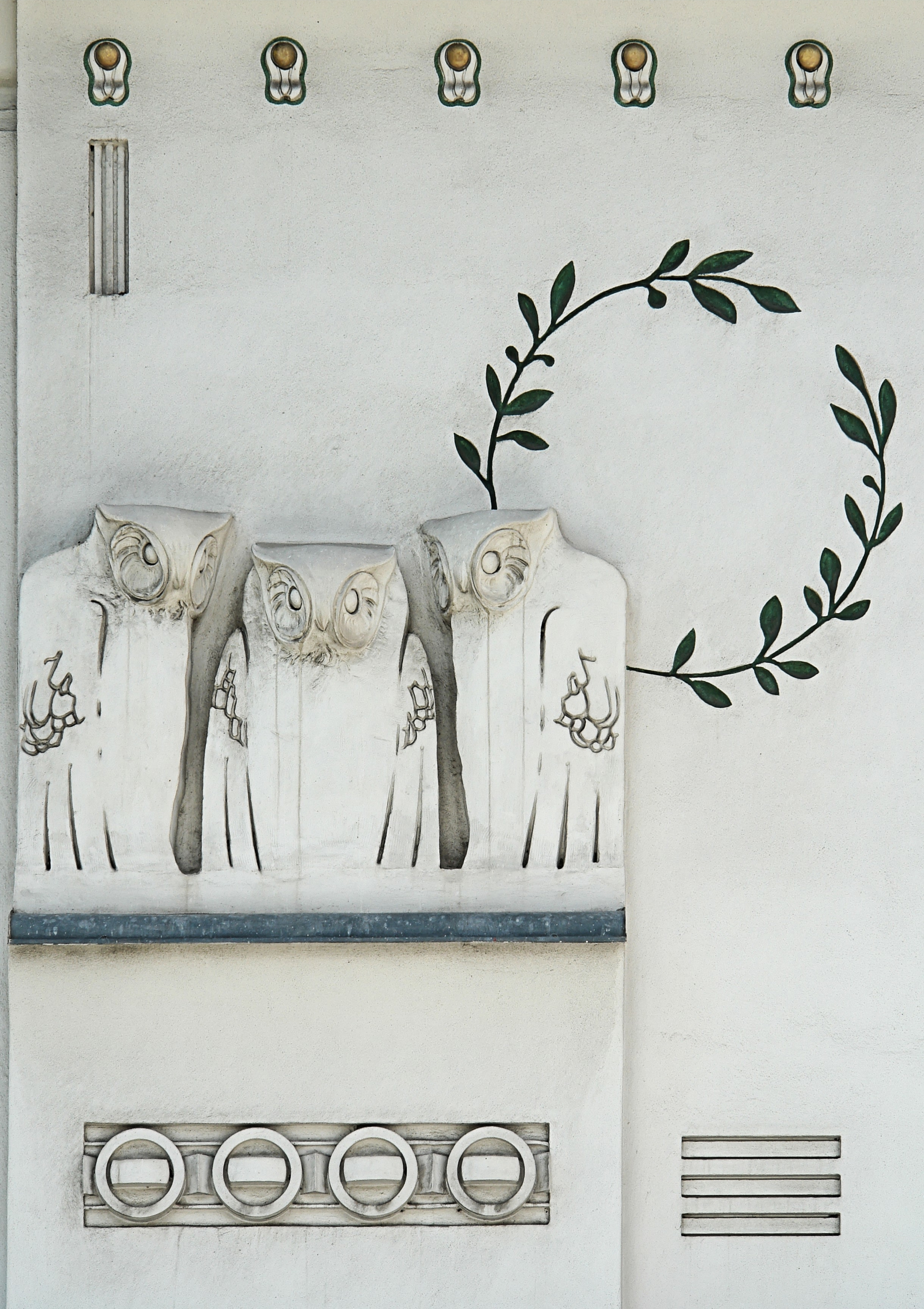
Chouettes attribuées à Koloman Moser sur la façade du palais de la Sécession.
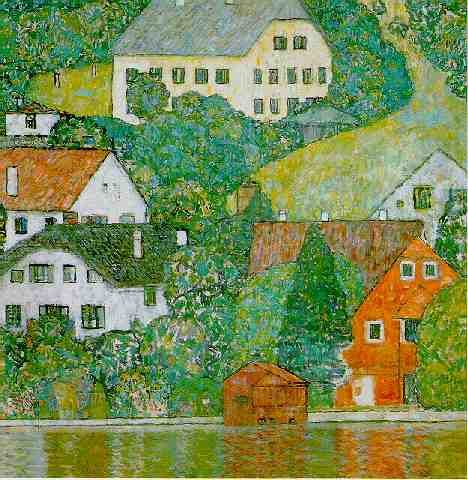
Paysage de Gustav Klimt.
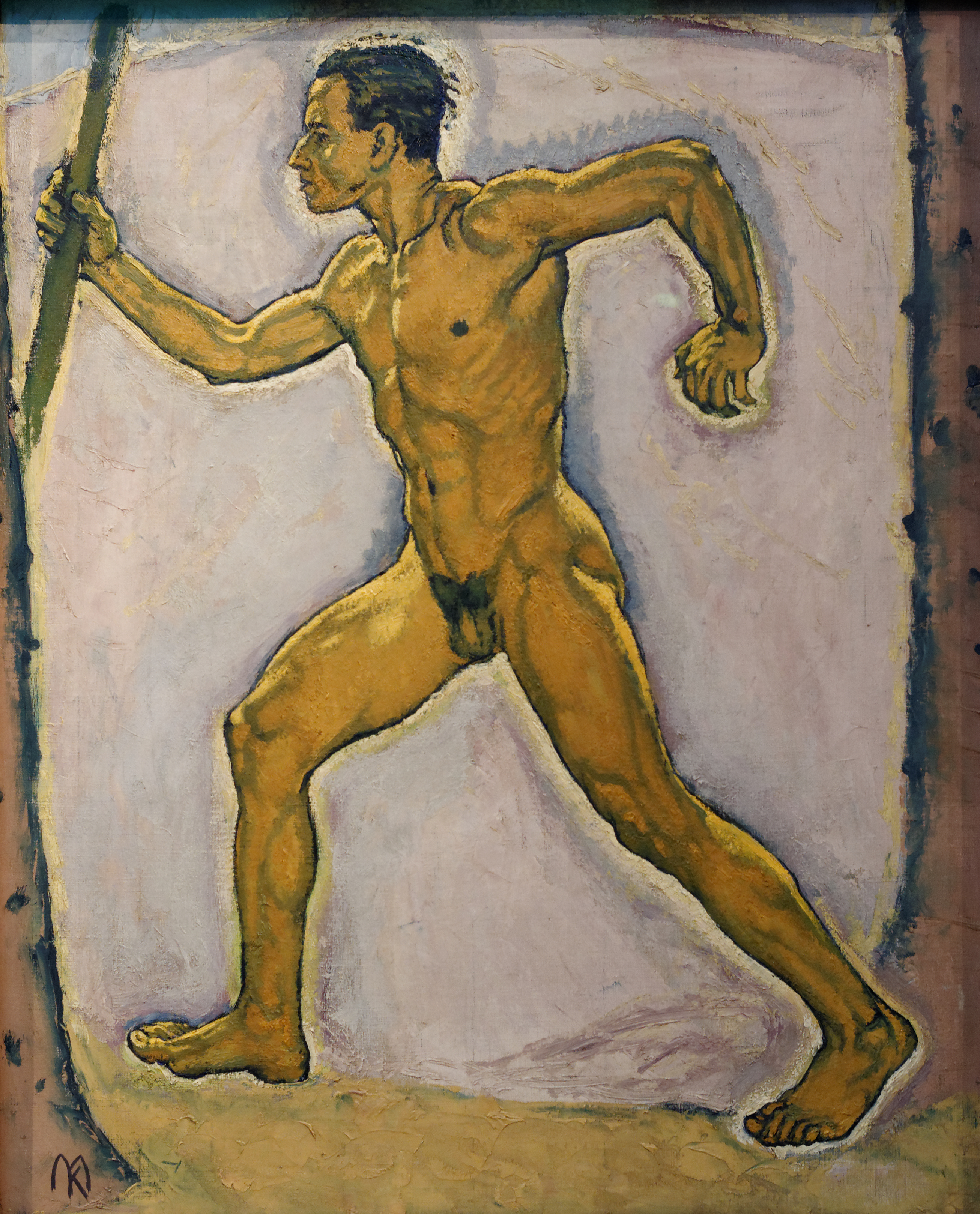
Le Marcheur de Koloman Moser.

## Liste des présidents
| Années      | Président                               |
| ----------- | --------------------------------------- |
| 1897–1899   | Gustav Klimt                            |
| 1900        | Josef Engelhart (de)                    |
| 1901        | Carl Moll                               |
| 1902        | Alfred Roller                           |
| 1903        | Wilhelm Bernatzik                       |
| 1904        | Felician Freiherr von Myrbach-Rheinfeld |
| 1905–1906   | Ferdinand Andri                         |
| 1907–1909   | Franz Hohenberger (de)                  |
| 1910        | Josef Engelhart (de)                    |
| 1911        | Robert Oerley                           |
| 1912–1914   | Rudolf Bacher                           |
| 1915–1916   | Ferdinand Schmutzer                     |
| 1917–1919   | Richard Harlfinger (de)                 |
| 1920        | Franz Messner                           |
| 1920–1925   | Christian Ludwig Martin (de)            |
| 1926–1928   | Ferdinand Kitt (de)                     |
| 1929–1930   | Othmar Schimkowitz (en)                 |
| 1931–1935   | Christian Ludwig Martin (de)            |
| 1936–1938   | Alexander Popp (de)                     |
| 1946–1947   | Karl Stemolak (de)                      |
| 1948–1949   | Josef Hoffmann                          |
| 1950–1954   | Albert Paris Gütersloh                  |
| 1955–1957   | Paul Meissner (de)                      |
| 1957–1960   | Lois Pregartbauer (de)                  |
| 1960–1965   | Paul Meissner (de)                      |
| 1965–1968   | Walter Eckert (de)                      |
| 1968–1972   | Georg Eisler (de)                       |
| 1972–1977   | Paul Meissner (de)                      |
| 1977–1983   | Hermann Josef Painitz                   |
| 1983–1991   | Edelbert Köb (de)                       |
| 1991–1995   | Adolf Krischanitz (en)                  |
| 1995–1999   | Werner Würtinger                        |
| 1999–2006   | Matthias Herrmann (de)                  |
| 2006–2007   | Barbara Holub                           |
| 2007–2013   | András Pálffy                           |
| 2013–2021   | Herwig Kempinger                        |
| depuis 2021 | Ramesch Daha                            |